# Чорпан-дорхан
Чорпан-Дархан (или Чорпан-тархан) — тюркский полководец.

## История
Из рассказа «Истории албан» следует, что в конце 629 или начале 630 года тюркюты предприняли попытку покорения Армении. «Князь севера» отправил передовой отряд под начальством Чорпан-дархана в Армению и через некоторое время со всем войском двинулся за ним сам. Знаменитый полководец Фаррухан Шахрвараз, в то время бывший фактическим правителем Персии, выслал против тюркютов начальника тюркской конницы Гонагна с десятитысячным войском, но тюркютский авангард, хотя он состоял всего из трех тысяч человек, применив обычную тактику кочевников, уничтожил это войско. Половина тюркютского отряда вышла навстречу неприятелю, а другая скрылась в засаде. Едва вступив в бой, тюркюты обратились в бегство. Находившиеся в засаде неожиданно напали на преследователей и окружили их. Персы были перебиты, после чего победители ограбили трупы: «собрали украшения коней, копья и золотом обложенные мечи, щиты, превосходные одежды, сделанные искусством греков», и все собранное разделили между собой.